# Acerenza
Acerenza (lucà: La Cërènzə) és un municipi italià, situat a la regió de Basilicata i a la província de Potenza. Ocupa una superfície de 77,64 quilòmetre quadrat i tenia 2,204 habitants a l'1 gener 2021.

## Demografia
| 1r gener 2017 | 1r gener 2018 | 1r gener 2021 |
| 2.380         | 2.337         | 2.204         |

## Administració
| Dates mandat | Nom de l'alcalde/ssa | Causa finalització |
| ------------ | -------------------- | ------------------ |